# Basilique Sainte-Marie-Auxiliatrice d'Erin
Cette  basilique n’est pas la seule basilique Sainte-Marie-Auxiliatrice.
La basilique Sainte-Marie-Auxiliatrice est une église située à proximité d’Erin dans l’État du Wisconsin aux États-Unis, que l’Église catholique rattache à l’archidiocèse de Milwaukee. Elle a été nommée basilique mineure par le pape Benoît XVI le 11 juillet 2006, et la Conférence des évêques catholiques des États-Unis l’a désigné sanctuaire national.

## Historique
Les missionnaires jésuites semblent avoir dans la deuxième moitié du XVIIe siècle élevé une croix et consacré un autel sur la colline, et dédié celle-ci à Marie. Cela attire au milieu du XIXe siècle un ermite français, François Soubrio.
En 1855, le frère Paulhuber, originaire de Salzbourg (alors dans l’empire d’Autriche), achète le terrain pour le transmettre à l’archidiocèse de Milwaukee, mais il décède avant d’avoir pu ; la transmission se fait finalement en 1876.
Un groupe de Chrétiens originaire d’Irlande s’est entretemps implanté, et le lieu prend son nom de « colline sainte » (Holy Hill) pour la consécration de l’autel d’une première église dédiée à Sainte-Marie-Auxiliatrice, le 24 mai 1863.
Des pèlerins se rendent en nombre sur le site, et l’archevêque Sebastian Gebhard Messmer (en) décide de le confier à un groupe de Carmes déchaux, à partir du 26 juin 1906. Ils continuent d’administrer le sanctuaire de nos jours.
La première pierre de l’église actuelle est posée le 22 août 1926, et la construction est achevée en 1931. Elle est consacrée la même année. Elle devient basilique mineure le 19 novembre 2006, le décret ayant été signé le 11 juillet.